# Eremippus parvulus
Eremippus parvulus är en insektsart som beskrevs av Leo L. Mishchenko 1951. Eremippus parvulus ingår i släktet Eremippus och familjen gräshoppor. Inga underarter finns listade i Catalogue of Life.